# Disastro ferroviario di Harmelen

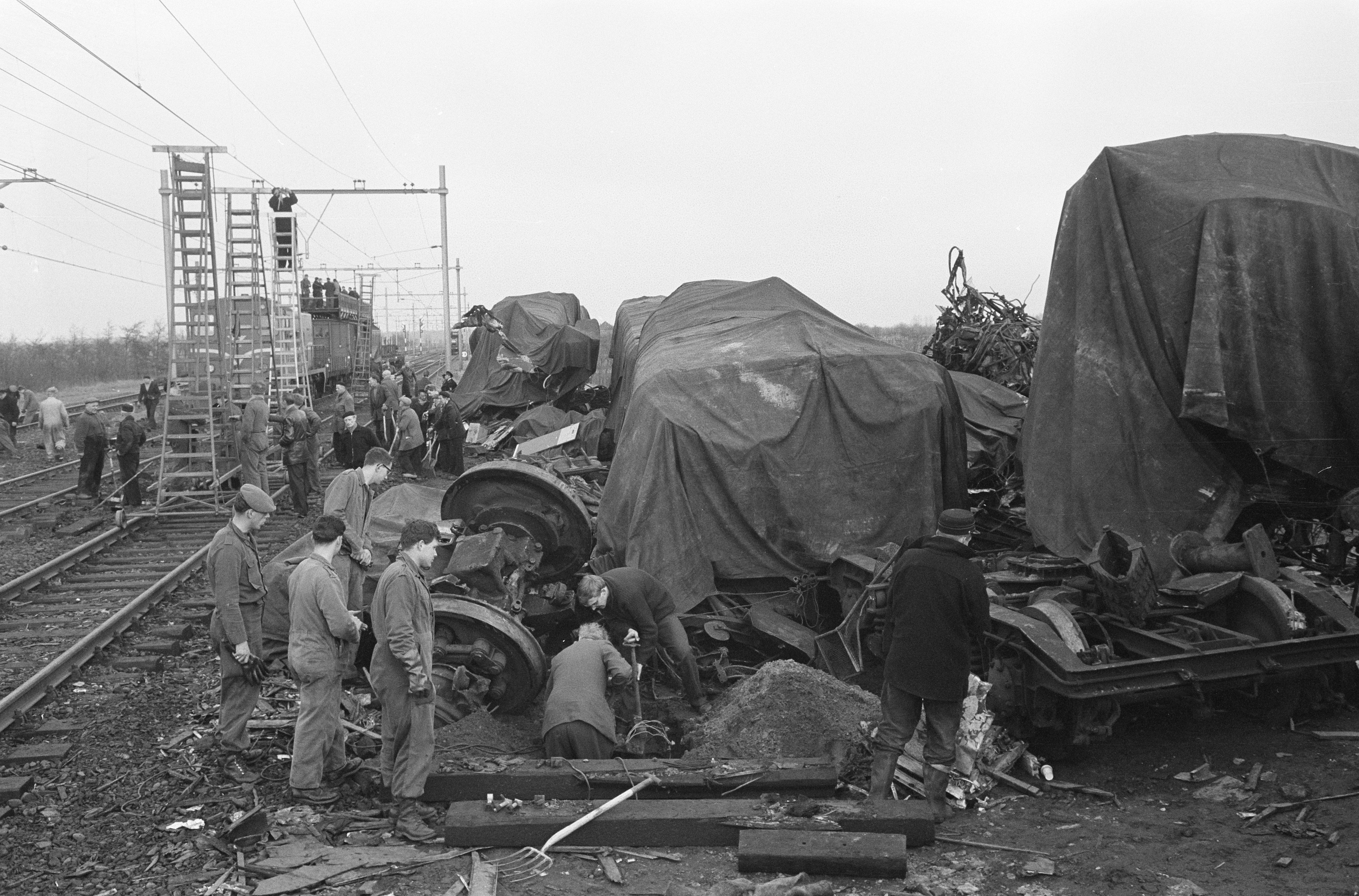
I resti dei convogli dopo la sciagura

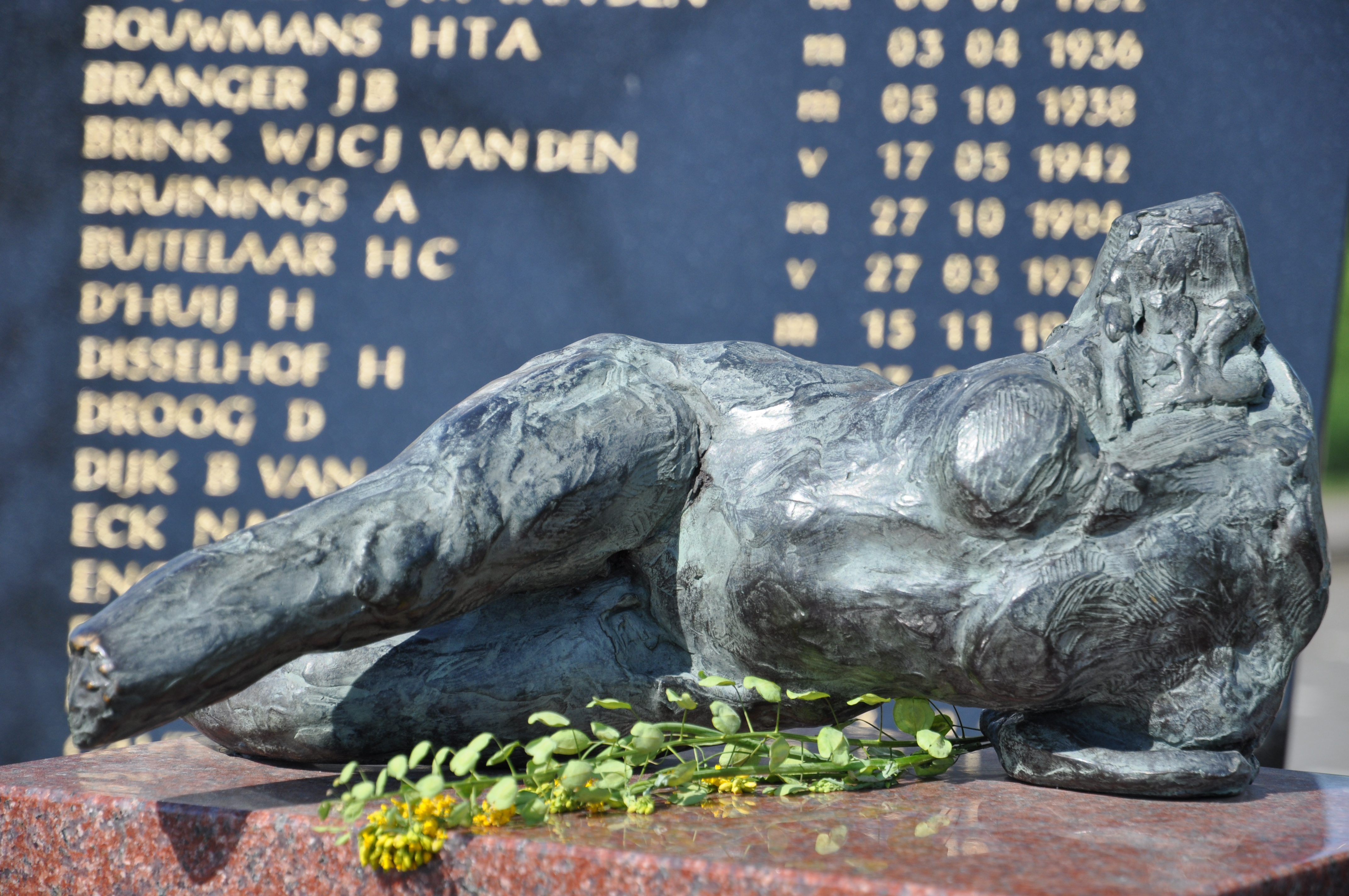
"L'uomo spezzato", la scultura in memoria delle vittime del disastro ferroviario di Harmelen

Il disastro ferroviario di Harmelen fu un gravissimo incidente ferroviario avvenuto la mattina dell'8 gennaio 1962 all'altezza della frazione olandese di De Putkop, tra Kamerik e Harmelen, nella provincia di Utrecht, dove si scontrarono due treni passeggeri, il treno veloce nr. 164 proveniente da Leeuwarden e diretto ad Rotterdam e il treno locale nr. 464 proveniente da Rotterdam e diretto ad Amsterdam. Si tratta della più grave sciagura ferroviaria mai avvenuta nei Paesi Bassi: vi furono 93 morti e 54 feriti.

## I treni coinvolti
Il treno veloce nr. 164 proveniente da Leeuwarden e diretto a Rotterdam via Zwolle, Amersfoort e Utrecht aveva 11 carrozze e trasportava circa 900 passeggeri. Il macchinista del treno si chiamava Pieter van der Leer, aveva 40 anni ed era in servizio su quella tratta dall'aprile 1957; il treno era costituito da materiale relativamente nuovo.
Sul treno locale nr. 464 proveniente da Rotterdam e diretto ad Amsterdam via Gouda, Woerden e Breukelen viaggiavano invece circa 180 passeggeri. Il macchinista di questo treno si chiamava Piet Fictoor e aveva alle spalle quindici anni di servizio; il treno era costituito da materiale risalente al 1946.

## I fatti
Il treno veloce nr. 164, che stava viaggiando ad una velocità di 125 km/h, avrebbe dovuto giungere nella stazione di Harmelen alle 9.14, ma stava accusando circa 6 minuti di ritardo, mentre il treno locale nr. 464 si trovava alle 9.18 all'altezza di Harmelen.
Il treno veloce aveva davanti a sé il segnale posto a via impedita, che però il macchinista probabilmente non vide, forse a causa della fitta nebbia che imperversava quella mattina.
Alle ore 9.19, quando il treno veloce stava viaggiando ad una velocità di 107 km/h e il treno locale ad una velocità di 60 km/h, si verificò lo schianto.
Il botto causato dallo schianto fu udito distintamente dagli abitanti dei villaggi di Harmelen e Kamerik. Nello scontro i tre vagoni di testa di entrambi i convogli erano completamente accartocciati su se stessi e la locomotiva del treno veloce era praticamente entrata nel primo vagone del treno locale
|  |

## Vittime e feriti
Sul colpo morirono i due macchinisti e 89 passeggeri. Due degli oltre cinquanta passeggeri rimasti gravemente feriti morirono in seguito in ospedale, portando il bilancio finale a 93 vittime totali.
La più giovane delle vittime aveva appena 3 anni, mentre la più anziana aveva 82 anni.

## Conseguenze
La sciagura ferroviaria di Harmelen fece accelerare il processo di automatizzazioni dei treni nei Paesi Bassi.

## Monumento
L'8 gennaio 2012, a cinquant'anni esatti dalla sciagura, fu eretto a De Putcop un monumento in memoria delle vittime realizzato da Taeke de Jong e Maurice van Dam e scoperto da Pieter van Vollenhoven.
Il monumento conteneva inizialmente degli errori sia per quanto riguarda i nomi di alcune delle vittime, sia per quanto riguarda le date di nascita.
|  |

## Precedenti
Prima del disastro ferroviario di Harmelen dell'8 gennaio 1962, il più grave incidente ferroviario mai avvenuto nei Paesi Bassi era rappresentato dal disastro ferroviario di Weesp (tuttora la seconda sciagura in assoluto del Paese) del 1918, dove avevano perso la vita 41 persone.